# Hiper-religiosidade
A hiper-religiosidade é um distúrbio psiquiátrico no qual uma pessoa experimenta intensas crenças religiosas ou episódios que interferem no funcionamento normal da sua vida. A hiper-religiosidade geralmente inclui crenças anormais e um foco em conteúdos religiosos - ou até mesmo em ateístas - que interferem no trabalho e no funcionamento social. A hiper-religiosidade pode ocorrer numa variedade de transtornos, incluindo a epilepsia, transtornos psicóticos e degeneração lobar frontotemporal. A hiper-religiosidade é um sintoma da síndrome de Geschwind, que está associada à epilepsia do lobo temporal. Também pode apresentar-se como uma tendência comportamental generalizada ou modalidade do pensamento, causada por ou atribuída a comportamentos aprendidos e distorções em processos mentais ligados ao abuso do culto. Também pode referir-se ao resultado de forte doutrinação sectária, que pode influenciar a cognição e/ou causar distorções do pensamento, muitas vezes marcadas com raciocínio irracional ou flagrante. 

## Sinais e sintomas
A hiper-religiosidade é caracterizada por uma tendência aumentada de relatar experiências sobrenaturais ou místicas, delírios espirituais, pensamentos legalistas rígidos, e expressão extravagante de piedade. A hiper-religiosidade também pode incluir alucinações religiosas ou expressar-se como crenças ateístas intensas.

## Fisiopatologia e causas
A hiper-religiosidade pode estar associada à epilepsia - em particular epilepsia do lobo temporal envolvendo crises parciais complexas – mania, degeneração lobar frontotemporal, encefalite anti-receptor NMDA, psicose relacionada a alucinógenos e transtornos psicóticos. Em pessoas com epilepsia, a hiper-religiosidade episódica pode ocorrer durante convulsões ou pós-ictalmente, mas geralmente é uma característica crónica da personalidade que ocorre interictalmente. A hiper-religiosidade foi associada num pequeno estudo com a diminuição do volume do hipocampo direito. O aumento da atividade nas regiões temporais esquerdas tem sido associado à hiper-religiosidade em transtornos psicóticos. Evidências farmacológicas apontam para disfunção na via dopaminérgica ventral.

## Tratamento
Casos relacionados à epilepsia podem responder bem a antiepilépticos.